# Arachnocephalus angustifrons
Arachnocephalus angustifrons är en insektsart som beskrevs av Lucien Chopard 1955. Arachnocephalus angustifrons ingår i släktet Arachnocephalus och familjen Mogoplistidae. Inga underarter finns listade i Catalogue of Life.